# Étienne Baudet

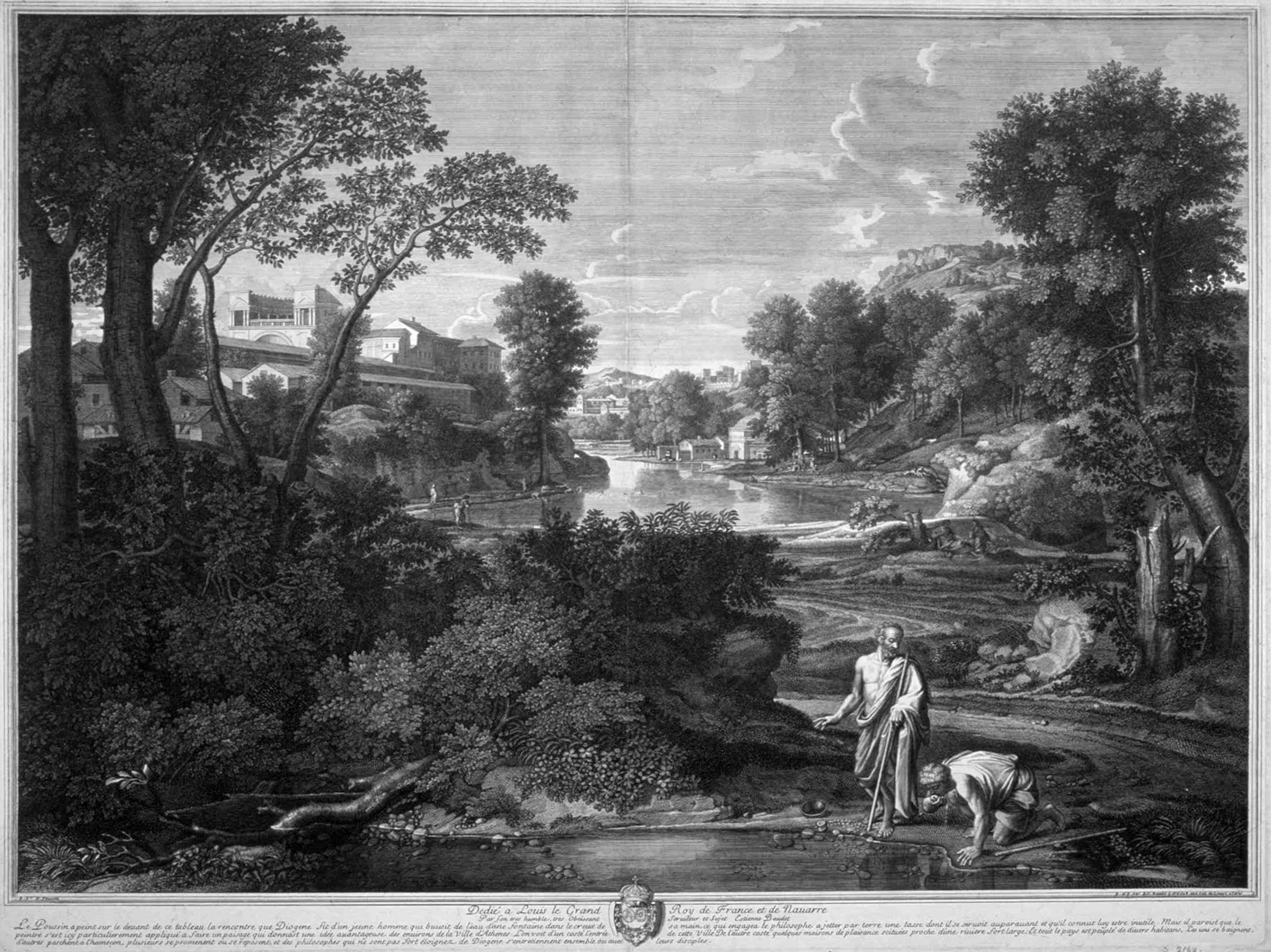
Paysage avec Diogène jettant son ecuelle von Étienne Baudet

Étienne Baudet (* 3. August 1638 in Vineuil (Loir-et-Cher); † 8. Juli 1711 in Paris) war ein französischer Kupferstecher. Baudet war ein Schüler von Sébastien Bourdon und Cornelis Bloemaert II. Er lebte in Rom und Paris und war Mitglied der Académie royale de peinture et de sculpture.
Die Kupferplatte „Paysage avec Diogène (after Nicolas Poussin)“ (1701) wurde auf der documenta 14 ausgestellt.